# Cyrtandra dispar
Cyrtandra dispar är en tvåhjärtbladig växtart som beskrevs av Dc.. Cyrtandra dispar ingår i släktet Cyrtandra och familjen Gesneriaceae. Inga underarter finns listade i Catalogue of Life.